# 사행계약
사행계약(射倖契約, 독일어: aleatorischer Vertrag, Gl cksvertrag)이란 경마, 복권과 같이 요행을 노려서 우연한 이득을 얻으려는 계약을 말한다. 사행계약도 계약자유의 원칙하에서 유효하나 그 사행성이 지나쳐 공서양속에 반하면 그 민법 103조에 따라 자체가 무효가 된다.

## 보험계약의 사행성
보험계약은 장래의 우연한 사고의 발생에 따라 보험금 지급여부가 달려 있다는 점에서 사행계약의 일종이다.